# Reichspräsident-Ebert-Kaserne
Die Reichspräsident-Ebert-Kaserne ist eine Kaserne der Bundeswehr in Hamburg-Iserbrook. Sie wurde von 1935 bis 1937 erbaut. Ursprünglich hieß sie Iserbrook-Kaserne, seit 1965 ist sie nach Friedrich Ebert benannt, dem ersten Reichspräsidenten der Weimarer Republik.

## Geschichte
Im Rahmen der Aufrüstung der Wehrmacht wurde ab Mitte der 1930er-Jahre ein ehemaliges Klinikgelände („Landrat Scheiff Krankenhaus“) in Hamburg-Iserbrook für militärische Nutzungen umgebaut, erweitert und zunächst durch Truppenteile der Flugabwehr der Luftwaffe genutzt.
Während der Besatzung durch die Britische Rheinarmee nach dem Zweiten Weltkrieg wurde die Kaserne als Reading Barracks bezeichnet und durch verschiedene Truppenteile des „Labour Service“ genutzt.
Die Bundeswehr begann 1957 mit der Übernahme des Geländes und schloss diese am  1. April 1958 ab. Während der Nutzung durch die Bundeswehr waren eine Vielzahl verschiedener Truppenteile und Dienststellen hier stationiert. Die bedeutenderen sind die seit 1958 dort stationierte Bundeswehrfachschule, das Landeskommando Hamburg sowie die zeitweise dort stationierte Führungsakademie der Bundeswehr. Hauptnutzer über fast vier Jahrzehnte war die Logistikschule der Bundeswehr.

## Stationierte Truppenteile und Dienststellen der Bundeswehr
| Aktuell stationierte Truppenteile und Dienststellen |
| --- |
| - Landeskommando Hamburg (SKB) - Bundeswehrfachschule - 6./Feldjägerregiment 1 (SKB) - Regionale Sicherungs- und Unterstützungskompanie Hamburg - ASt Begutachtung Nord - Bundeswehr-Dienstleistungszentrum Hamburg - Marineschifffahrtleitung Hamburg - Güteprüfstelle der Bundeswehr Hamburg - Unterstützungspersonal Standortältester Hamburg - Verband der Reservisten der Deutschen Bundeswehr Hamburg - Jugendoffizier Hansestadt Hamburg |

| Ehemals stationierte Truppenteile und Dienststellen |
| --- |
| - Führungsakademie der Bundeswehr - Logistikschule der Bundeswehr (1960–1999) - Fernmeldesektor der Bundeswehr 102 (2001–2009) - 4./Feldjägerbataillon 151 (2007–2014) - Heimatschutzbataillon 813 (nicht aktiv) (1998–2006) - Luftwaffenflugabwehrbataillon 44 (1958–1960) - Marineschifffahrtleitstelle Hamburg (1971–2012) - Arbeitsgruppe Joint and Combined Operations (1994–2013) |

## Denkmalschutz
Einige Teile der Kasernengebäude stehen seit der Neufassung des Hamburger Denkmalschutzgesetzes im Jahre 2013 unter Schutz. Sehr viele der heutigen Gebäude stammen noch aus der Bauzeit der Kaserne, einige Gebäude im südlichen Teil sind älter und wurden in den 1900er-Jahren ursprünglich als Klinikgebäude errichtet. Insgesamt gilt die Bausubstanz als wenig verändert und zeigt an vielen Stellen noch den für die Errichtungszeit typischen Bauschmuck.
Die in Verbindung mit der Kaserne errichteten Dienstwohnungen am Lachmannweg und an der Osdorfer Landstraße stehen ebenfalls unter Denkmalschutz.

## Bildergalerie

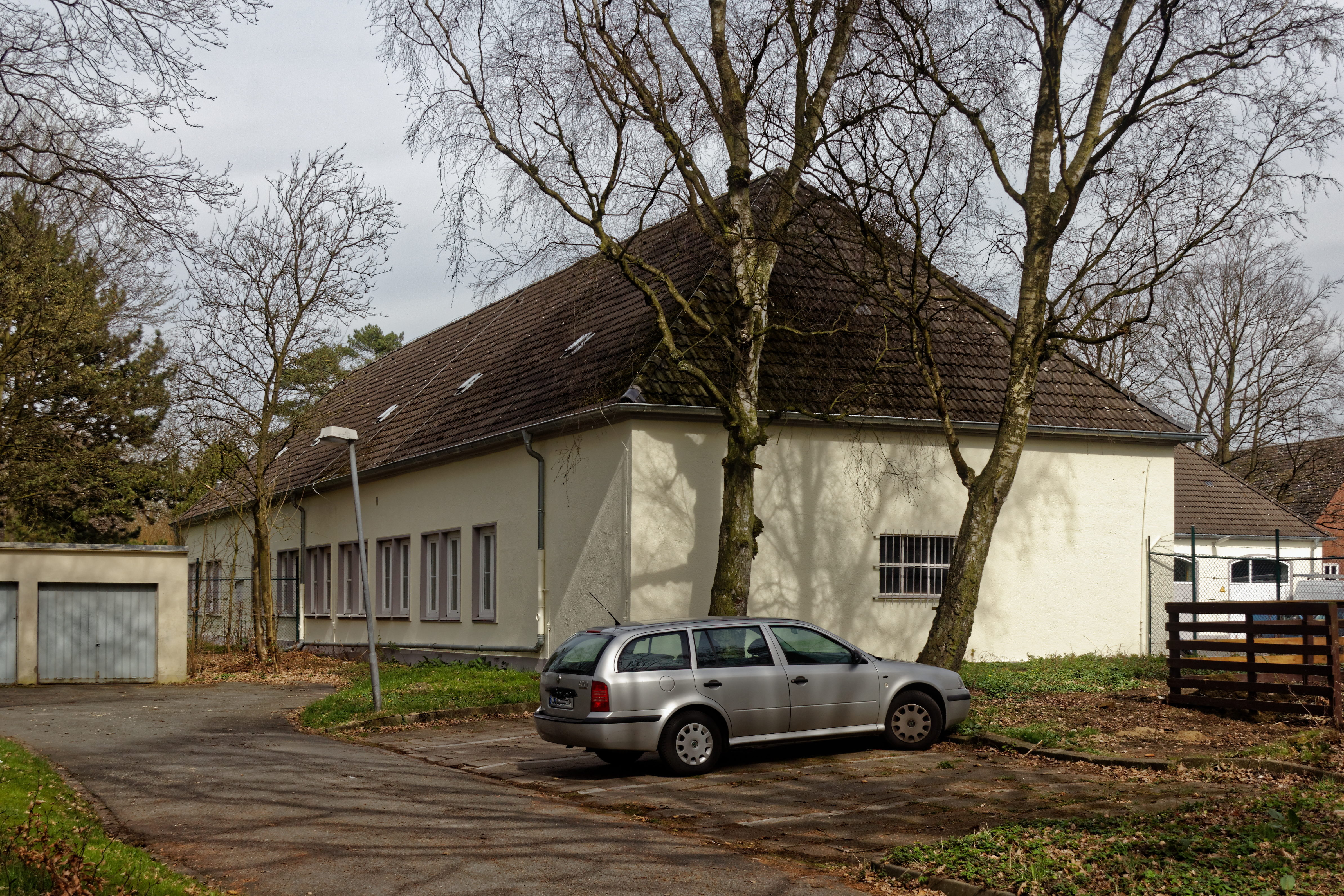
Rückseite der Fahrzeughallen
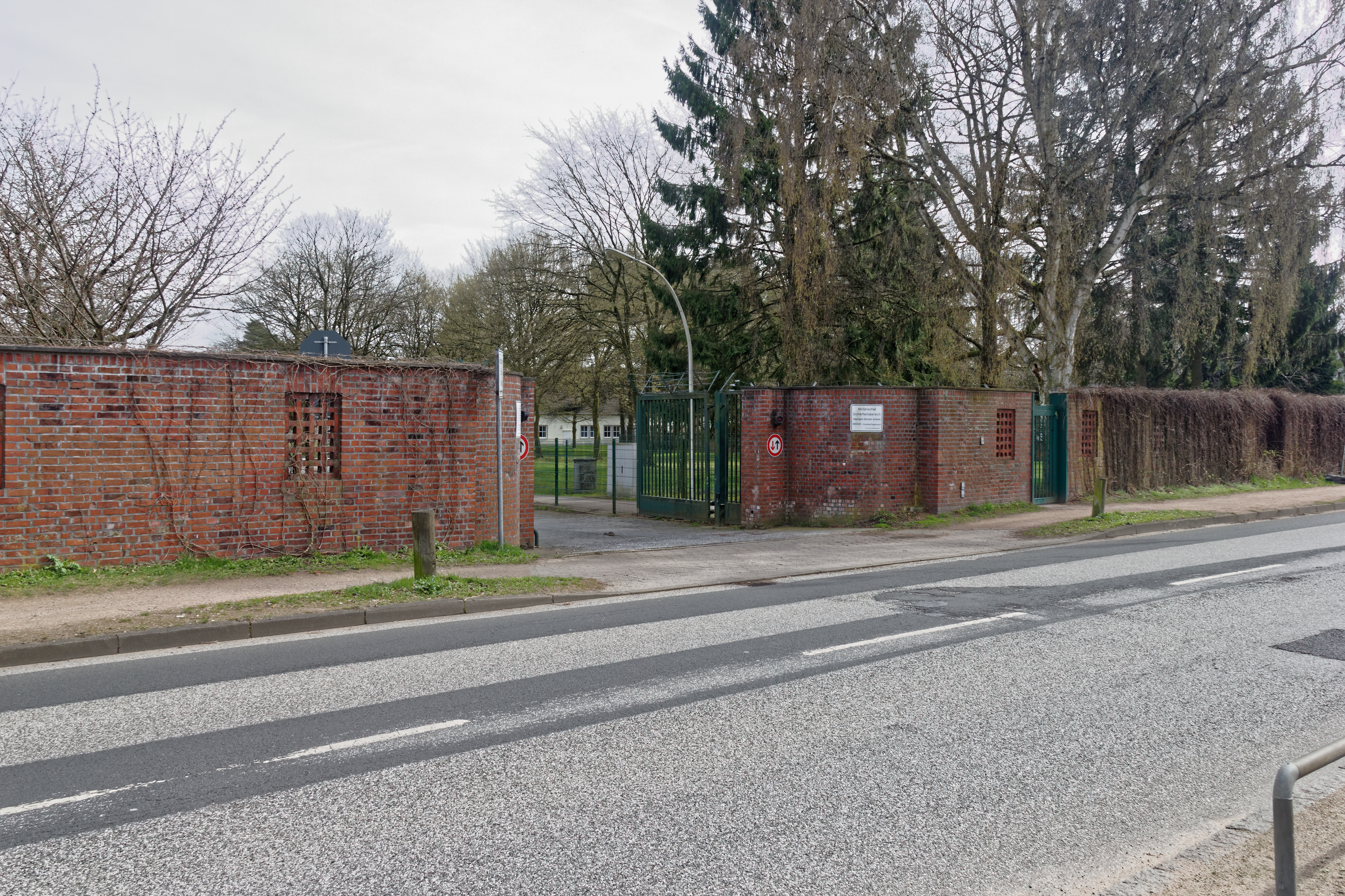
Westliche Begrenzungsmauer
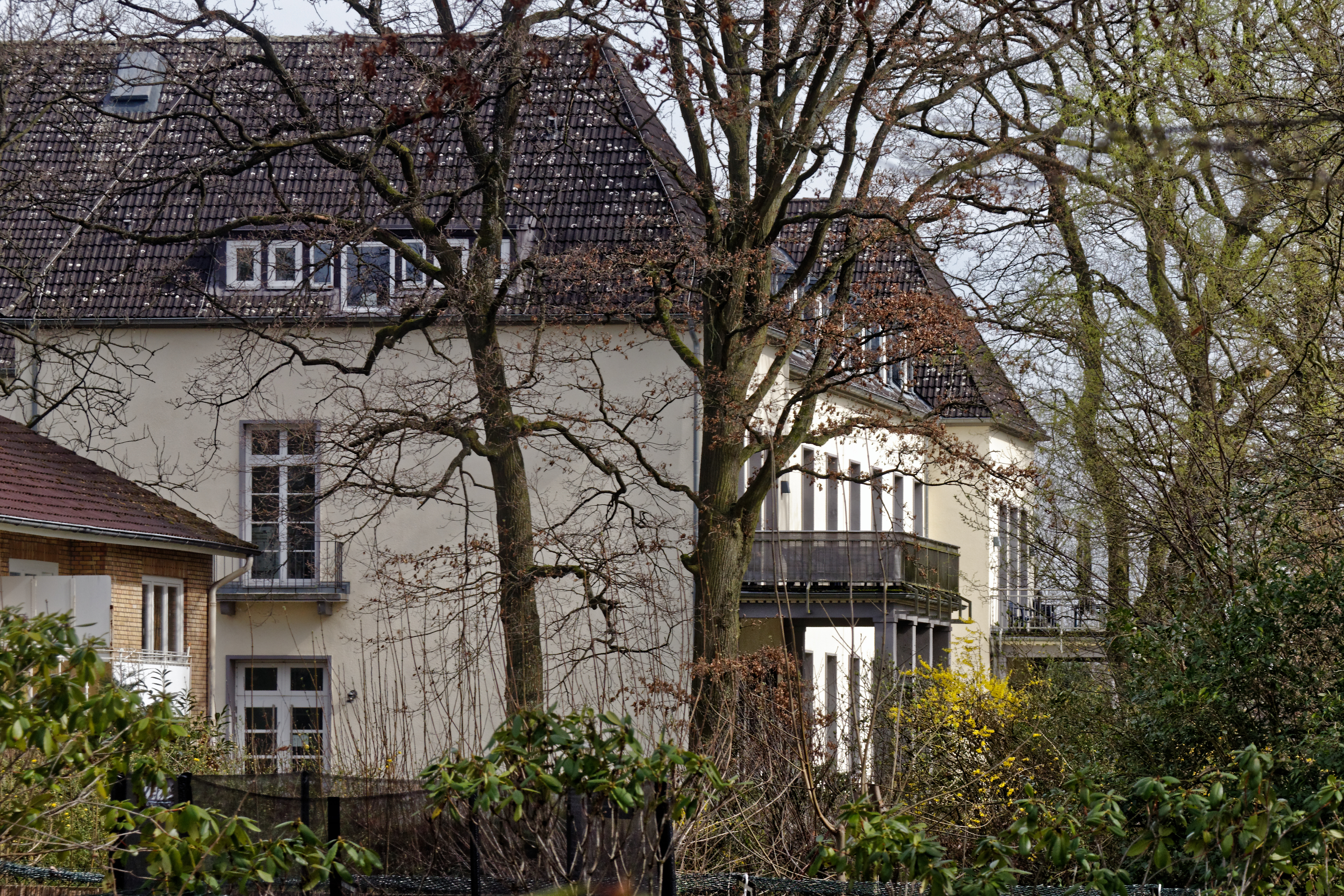
Unterkunftsgebäude
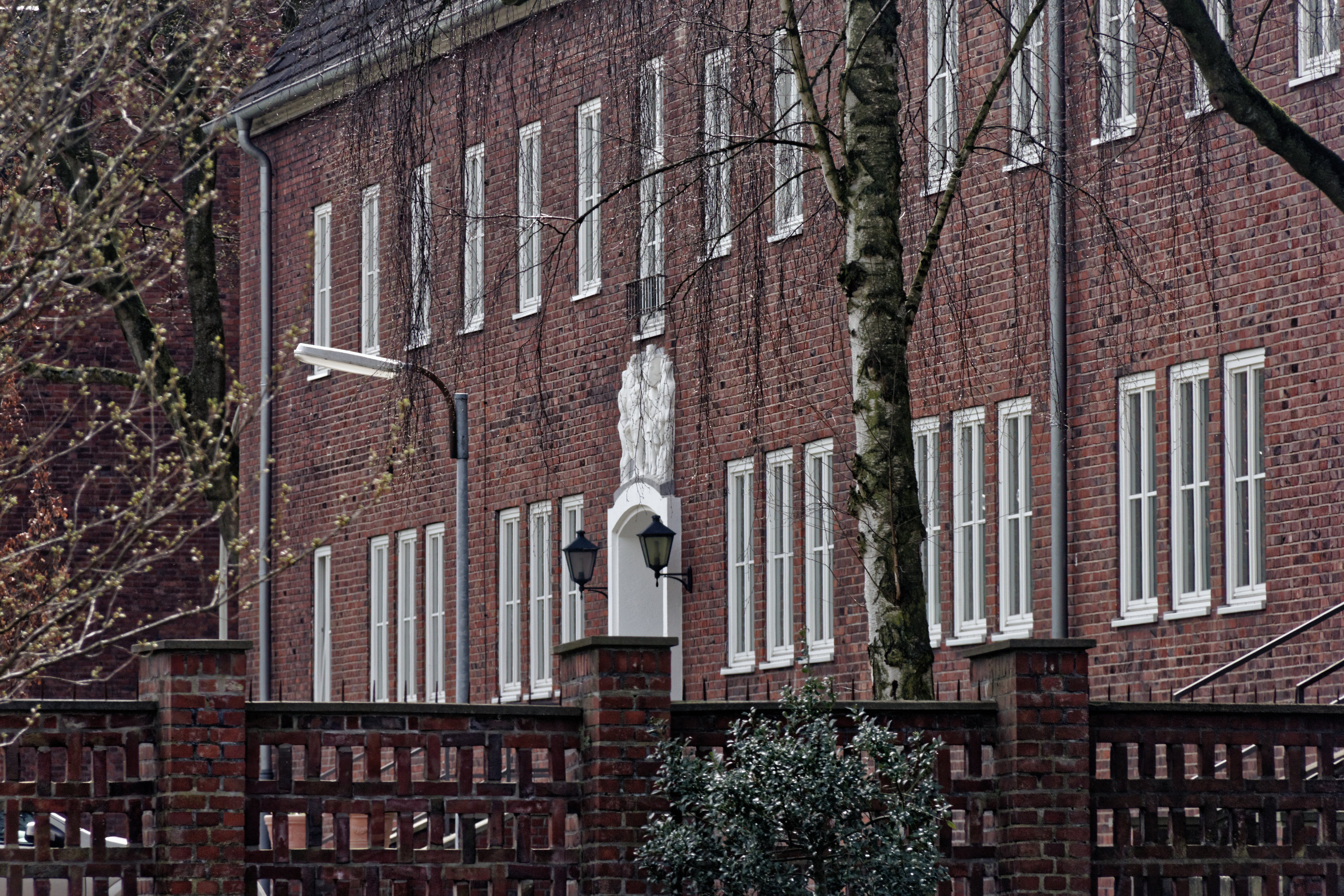
Gebäude im nördlichen Teil

## Bundeswehr in Hamburg
In unmittelbarer Nachbarschaft zur Reichspräsident-Ebert-Kaserne befinden sich zwei weitere Kasernen der Bundeswehr. Die Generalleutnant-Graf-von-Baudissin-Kaserne liegt im benachbarten Stadtteil Hamburg-Osdorf und ist ca. 2,5 km entfernt. Die Clausewitz-Kaserne befindet sich in Hamburg-Nienstedten und ist Luftlinie ca. 1 km entfernt. Der mittlerweile geschlossene Mobilmachungsstützpunkt Sülldorf in Hamburg-Sülldorf befand sich ca. 3 km entfernt.